# Герб Первой Республики Армении
Герб Первой Республики Армении — один из государственных символов Демократической Республики Армении. Авторами являлись архитектор, академик Российской академии художеств Александр Таманян и художник Акоп Коджоян.

## Элементы герба
Герб составляют следующие элементы: Щит — в центре — гора Арарат, которая является символом армянской нации, на её вершине Ноев ковчег, поскольку, согласно традиции, ковчег после потопа остановился именно на этой горе. Щит разделен на 4 секции, которые символизируют четыре независимых армянские царства в истории Армении: вверху слева — Багратидов, вверху справа — Аршакидов, внизу слева — Арташесидов, внизу справа — Рубенидов. Лев и Орёл, которые поддерживают щит, являются царями животного мира и символизируют собой мудрость, гордость, терпение и благородство. В течение многих столетий они были символами царских семей.

## Дополнительные элементы
Внизу щита находятся еще пять важных элементов. Разорванная цепь означает свободу и независимость, меч — власть и силу нации, пшеничные колосья — трудолюбивую натуру армян, ветвь — интеллектуальное и культурное наследие армянского народа. Трехцветная лента означает флаг Республики Армения.

## Цвета герба
Основные цвета герба Демократической Республики Армении — золотистый и серебряный, царств исторической Армении: вверху слева — красный, вверху справа — голубой, внизу слева — голубой, внизу справа — красный, а изображенная в центре на щите гора Арарат — оранжевого цвета. Указанные цвета традиционно использовались в гербах и стягах царских династий Армении и аналогичны  цветам флага Республики Армения.

Герб Армении
Герб Армянской ССР
Герб Нагорно-Карабахской Республики